# Liu Jiyuan
Liu Jiyuan (chinesisch 刘纪原; * 1933 in Xingxian, Provinz Shanxi) ist ein Politiker der Kommunistischen Partei Chinas (KPCh) in der Volksrepublik China, der unter anderem zwischen 1993 und 1998 erster Direktor der Nationalen Raumfahrtbehörde sowie von 1993 bis 2001 Generaldirektor der Dachgesellschaft für Raumfahrtindustrie beziehungsweise der 1999 daraus hervorgegangenen China Aerospace Science and Technology Corporation war. Er war während seiner gesamten Karriere in der Luft- und Raumfahrtindustrie tätig und war führend an der Entwicklung von Steuersystemen für Interkontinentalraketen und Trägerraketen beteiligt.

## Leben
Liu Jiyuan wurde 1952 Mitglied der KPCh und absolvierte ein Studium an der Technischen Hochschule Moskau „Nikolai Ernestowitsch Bauman“, welches er 1960 beendete. Nach seiner Rückkehr war er zwischen 1960 und 1965 als Techniker am 5. Forschungsinstitut des Verteidigungsministeriums tätig. Als die Raketenaktivitäten am 4. Januar 1965 per Beschluss des Nationalen Volkskongresses aus dem Verteidigungsministerium ausgelagert und für diesen Bereich das Siebte Ministerium für Maschinenbauindustrie gegründet wurde, wechselte Liu Jiyuan zu der neuen Dienststelle und war dort am Institut 12 (Steuersysteme) der 1. Akademie (ballistische Raketen und Trägerraketen) tätig, zunächst als Leitender Ingenieur, danach als stellvertretender Direktor und schließlich bis 1978 als Direktor des Instituts. Anschließend war er zwischen 1978 und 1983 Direktor der 1. Akademie des nunmehrigen Ministeriums für Raumfahrtindustrie und war im Anschluss als Nachfolger von Ren Xinmin bis zu seiner Ablösung durch Ma Xingrui Präsident der Chinesischen Astronautischen Gesellschaft, ehe er zwischen 1988 und 1993 Vizeminister für Raumfahrtindustrie war. Daneben fungierte er von 1989 bis 1993 auch als stellvertretender Sekretär der Parteizelle im Ministeriums für Raumfahrtindustrie. Er wurde auf dem 14. Parteitag der Kommunistischen Partei Chinas (12. bis 18. Oktober 1992) erstmals zum Mitglied des Zentralkomitees (ZK) der KPCh gewählt und gehörte diesem Parteigremium nach seiner Bestätigung auf dem 15. Parteitag der Kommunistischen Partei Chinas (12. bis 18. September 1997) bis zum 16. Parteitag der Kommunistischen Partei Chinas (8. bis 14. November 2002) an.
Im April 1993 übernahm Liu als Erster den Posten als Direktor der Nationalen Raumfahrtbehörde und verblieb auf diesem bis April 1998, woraufhin Luan Enjie seine Nachfolge antrat. Er wurde zugleich 1993 Generaldirektor der Dachgesellschaft für Raumfahrtindustrie beziehungsweise der 1999 daraus hervorgegangenen Gesellschaft für Luft- und Raumfahrtwissenschaft und -technologie CASC (China Aerospace Science and Technology Corporation/Zhōngguó hángtiān kējì jítuán yǒuxiàn gōngsī) und bekleidete diese Funktion bis 2001. Während seiner Amtszeit wurde im März 1995 das Satellitenstartabkommen mit den USA sechs Wochen nach der Explosion einer Rakete vom Typ Langer Marsch 2E mit einem in den USA hergestellten Satelliten kurz nach dem Start verlängert. Darüber hinaus setzte er sich auch für eine private finanzielle Förderung der Luft- und Raumfahrttechnik des Landes ein. Er war während seiner gesamten Karriere in der Luft- und Raumfahrtindustrie tätig; als aktiver Ingenieur war er in den 1960er und 1970er Jahren maßgeblich an der Entwicklung von Steuersystemen für Raketen beteiligt. In seine Dienstzeit erfolgte am 19. November 1999 der erste unbemannte Testflug von Shenzhou, ein für drei Personen ausgelegter, nicht wiederverwendbarer Raumschiff-Typ im Rahmen des Bemannten Raumfahrtprogramms der Volksrepublik China. 1997 wurde er Mitglied der Russischen Akademie für Navigation und war zudem zwischen 1998 und 2003 Mitglied des Ständigen Ausschusses des Nationalen Volkskongresses. Am 3. Oktober 2011 wurde er für sein Lebenswerk mit dem „Von Karman Award“ ausgezeichnet, die höchste Auszeichnung der International Academy of Astronautics (IAA).

## Veröffentlichungen
- 中国航天诱变育种, (Mutationszüchtung in der Luft- und Raumfahrt in China), 2007
- 中国航天事业发展的哲学思想, (Philosophische Gedanken zur Entwicklung der chinesischen Luft- und Raumfahrtindustrie), 2013